# Stéphane (film, 2023)
Pour les articles homonymes, voir Stéphane.
 (avril 2025).
Stéphane est un téléfilm français  réalisé par Timothée Hochet et Lucas Pastor sorti en 2023.

## Synopsis
Un jeune vidéaste au talent douteux fait la rencontre de Stéphane, un ancien cascadeur brut de décoffrage, qui sous couvert d'une grande sympathie se montre de plus en plus étrange. Ils s’engagent alors dans un projet périlleux : réaliser à eux seuls un grand film de guerre,.

## Fiche technique
Sauf indication contraire, les informations mentionnées dans cette section peuvent être confirmées par les bases de données cinématographiques IMDb et Allociné.
- Titre original : Stéphane
- Réalisation : Timothée Hochet et Lucas Pastor
- Scénario : Timothée Hochet et Lucas Pastor
- Photographie : Xavier Cordonnier
- Responsable de production : Justine Paynat-Sautivet et Kevin Tabarin
- Production : Vanessa Brias et Monsieur Poulpe
- Distribution : Studiocanal (France)
- Pays de production :  France
- Format : couleurs
- Genre : comédie
- Durée : 78 minutes
- Date de sortie : France : 30 mars 2023 sur Canal +

## Distribution
- Lucas Pastor : Stéphane
- Bastien Garcia : Timothée
- Eva Gregorieff : Bianca
- Eléna Bultot : Laetitia
- Louis Rossignol : Emile
- François Duroy : Le Boulanger
- Xavier Cordonnier : Le vendeur Hifi
- Laurent Collombert : L'agent de sécurité
- Stéphane Filloque : Le restaurateur
- Sakir Uyar : Le client du bar
- Azzaro de La Terasserie : Le cheval blanc
- Goldie : Le chien perdu
- Antoine de Caunes : (caméo)
- Julien Doré : (caméo)

## Sortie et accueil
En janvier 2023, Studiocanal annonce une sortie française pour mars 2023.
Le téléfilm a reçu un accueil critique globalement favorable, salué notamment par Télécâble Sat qui le décrit comme « drôle, intrigant et totalement décalé », soulignant une « mise en abyme savoureuse du métier d’auteur/réalisateur », portée par « des acteurs remarquables » et un foisonnement d’idées originales. Il obtient par ailleurs une note de 3,5 étoiles sur AlloCiné de la part des spectateurs.

## Distinctions

### Récompenses
- Prix des lecteurs Mad Movies remporté lors de la onzième édition du Paris International Fantastic Film Festival (PIFFF) qui s'est déroule du 1er au 7 décembre 2021 au Max Linder Panorama[4].